# Gyllenfruktduva
Gyllenfruktduva (Ptilinopus luteovirens) är en fågel i familjen duvor inom ordningen duvfåglar.

## Utseende och läte
Gyllenfruktduvan är en spektakulärt färgad duva. Hanen är bjärt guldgul med udda hårlika fjädrar, ett tunt gult halsband och grön bar hud runt ögat. Honan är mestadels grön med gult under stjärten, brunaktigt ansikte och gröna fötter. Lätet liknar mest ett hägerlikt kväkande eller ett avlägset hundskall.

## Utbredning och systematik
Fågeln förekommer i västra Fiji (Waya Group, Viti Levu, Beqa, Ovalau och Gau). Den behandlas som monotypisk, det vill säga att den inte delas in i några underarter.

## Status
Gyllenfruktduvan har ett begränsat utbredningsområde, men beståndet tros vara stabilt. IUCN kategoriserar arten som livskraftig.